# Dapples
Dapples ist eine Welsche Schweizer Familie, vermutlich ursprünglich aus Apples.

## Ursprung
Die Familie wurde Ende des 15. Jahrhunderts in Vufflens-le-Château erwähnt und liess sich vor 1596 in Bremblens und Morges nieder. Im Jahr 1603 erhielt sie das Bürgerrecht in Lausanne.
Mehrere Familienmitglieder waren Ärzte und reformierte Geistliche. Einige von ihnen übernahmen politische und akademische Ämter in Lausanne und im Kanton Waadt.

## Italienischer Zweig
Im Jahr 1820 zog ein Zweig der französischsprachigen, protestantischen Familie Dapples von Lausanne nach Genua, um ihre wirtschaftlichen Aktivitäten besser zu entwickeln und die Möglichkeiten der ligurischen Region zu nutzen.

## Dapples & C.
In den 1840er Jahren war die Familie Dapples Anteilseignerin der Banca di Genova und später der Banca Nazionale negli Stati Sardi. Über die Firma Dapples & C. diversifizierte die Familie ihre Investitionen in strategische Bereiche wie Bankwesen, Bergbau und Schifffahrt und baute ein bedeutendes Aktienportfolio auf.
Im April 1888 musste die Firma jedoch die Zahlungen einstellen und ein Liquidationsverfahren einleiten.

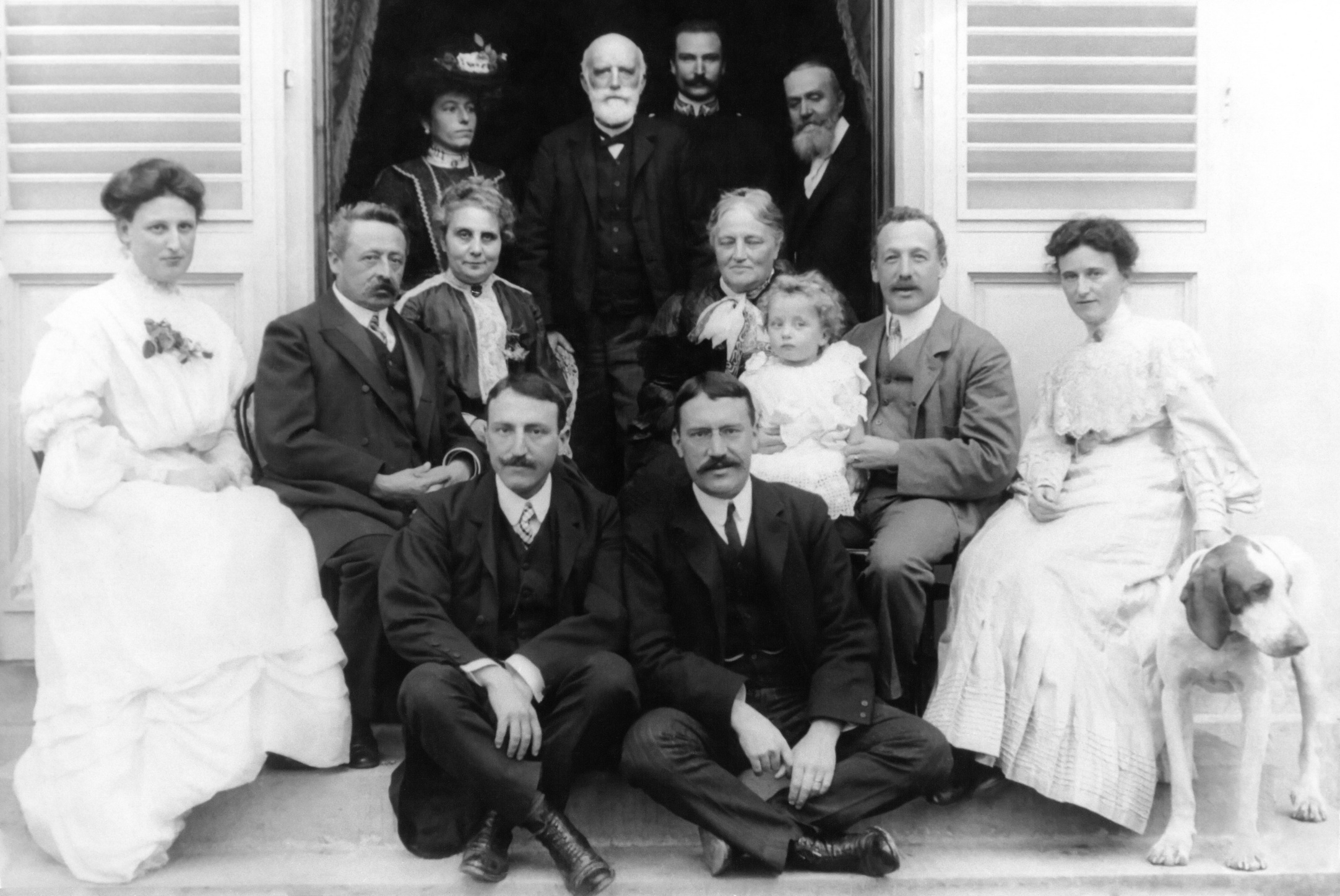
Die Familie Dapples in ihrer Villa in Grezzano (1904). In der Mitte steht Edmond Dapples, auf dem Boden sitzen Henri Dapples auf der linken und Louis Dapples auf der rechten Seite. Elvire Dapples ist der letzte auf der linken Seite und sitzt auf einem Stuhl.

## Die "Kleine Schweiz des Mugello"
Im späten 19. und frühen 20. Jahrhundert ließ sich die Familie Dapples in Grezzano nieder, heute ein Ortsteil der Gemeinde Borgo San Lorenzo in Mugello. Die Region wurde als die "kleine Schweiz des Mugello" bekannt, da sich dort eine Reihe von Schweizer Familien niederließen und zur Entwicklung der Land- und Forstwirtschaft beitrugen. Diese Verbindung begann mit Edmond Dapples, der die Villa Dapples im Jahr 1880 kaufte und sie zu einem Zentrum für land- und forstwirtschaftliche Innovationen machte. Um die Geschäftsaktivitäten der Familie zu erweitern, lud Edmond seine Enkel Henri Dapples und Louis Dapples ein, neue Projekte in der Region zu entwickeln.
Henri Dapples war besonders in Grezzano aktiv, wo Edmond ihm die Villa al Monte schenkte, die zum Mittelpunkt seines Lebens in der Toskana wurde. Louis Dapples hingegen verbrachte nur kurze Zeit in Grezzano, bevor er eine Karriere einschlug, die ihn zum CEO von Nestlé führte. Während seines Aufenthalts trug er jedoch dazu bei, die Geschichte der Familie zu bewahren, indem er Fotoalben sammelte, die das Leben in Grezzano dokumentieren und heute im Museo Casa d’Erci aufbewahrt werden.
Nach Edmonds Tod führte seine Tochter Elvire Dapples das Anwesen bis 1958 weiter und stellte die Präsenz der Familie in Grezzano bis zu ihrem Tod sicher. Zu den Initiativen der Familie Dapples gehörten Aufforstungsprojekte zur Bekämpfung der Bodenerosion und zur Verbesserung der Landbewirtschaftung. Diese Bemühungen legten den Grundstein für eine nachhaltige Forstwirtschaft und beeinflussten die Aufforstungsprogramme nach dem Zweiten Weltkrieg, die darauf abzielten, die durch militärische Abholzung zerstörten Waldgebiete entlang der Gotenstellung wiederherzustellen.
Heute ist das Erbe der Familie Dapples in Grezzano tief verwurzelt. Historische Dokumente und Artefakte zeugen von ihrem Beitrag zur landwirtschaftlichen und ökologischen Entwicklung der Region.

## Bedeutende Namensträger

### Zweig im Kanton Waadt
- Jean-Pierre Dapples (1616–1640), Arzt und Rektor des Kollegiums in Lausanne
- Jean-François Dapples (1690–1772), Theologe und Professor für Griechisch und Ethik an der Akademie Lausanne
- Charles-Marc Dapples (1837–1920), Ingenieur und Politiker, unter anderem Professor an der Universität Lausanne und Stadtrat von Lausanne
- Édouard Dapples (1807–1887), Politiker, unter anderem Stadtpräsident von Lausanne, Waadtländer Grossrat, Nationalrat sowie Nationalratspräsident
- Sylvius Dapples (1798–1870), Politiker, unter anderem Waadtländer Grossrat und Staatsrat

### Italienischer Zweig
- Louis Dapples (1867–1937), Manager, unter anderem Präsident des Verwaltungsrates von Nestlé
- Henri Arthur Dapples (1871–1920), Agronom, geboren in Genua, war einer der ersten Fussballer des Genoa Cricket and Football Club. Er nahm an den ersten italienischen Fussballmeisterschaften teil und gewann fünf Titel. Im Jahr 1903 stiftete er die "Palla Dapples". Später zog er nach Grezzano, wo er einen innovativen Bauernhof gründete.[3]